# Brain’s Base
Brain’s Base Co., Ltd. (jap. 有限会社ブレインズ･ベース Yūgen-gaisha Bureinzu Bēsu) – japońskie studio produkujące telewizyjne seriale anime z główną siedzibą w dzielnicy Mitaka w Tokio, założone w lipcu 1996.

## Spis produkcji
do 2006
- Innocent Venus (jap. イノセントヴィーナス)
- Kikōshi Enma (jap. 鬼公子炎魔)
- Super Robot taisen OG (jap. スーパーロボット大戦OG)
- Kamichu! (jap. かみちゅ！)
- Gunparade Orchestra (jap. ガンパレード・オーケストラ Ganparēdo ōkesutora)
- Shin Getter Robo (jap. 新ゲッターロボ Shin gettārobo)
- Bōken Yūki Pluster World (jap. 冒険遊記プラスターワールド Bōken Yūki purasutāwārudo)
- Mazinkaiser shitō! Ankoku daishōgun (jap. マジンカイザー 死闘!暗黒大将軍 Majinkaizā shitō! Ankokudaishōgun)
- Bakutōsengen Daigunder (jap. 爆闘宣言ダイガンダー Bakutōsengen daigandā)
- Mazinkaiser (jap. マジンカイザー)
- Shin Getter Robo vs Neo Getter Robo (jap. 真ゲッターロボ対ネオゲッターロボ)
- Kaze o mita shōnen (jap. 風を見た少年)
- Shin (chenji!!) Getter Robo sekai saigo no hi (jap. 真(チェンジ!!)ゲッターロボ世界最後の日 Shin (chenji!!) Gettārobo sekai saigo no hi)

2007
- Kishin Taisen Gigantic Formula (jap. 機神大戦 ギガンティック・フォーミュラ Kishin taisen gigantikku fōmyura)
- Baccano! (jap. バッカーノ！)
- Kimi ga nozomu eien 〜Next Season〜 (jap. 君が望む永遠〜Next Season〜)

2008
- Kurenai (jap. 紅 Kure-nai)
- Natsume yūjinchō (jap. 夏目友人帳)

2009
- Akikan! (jap. アキカン！)
- Zoku Natsume yūjinchō (jap. 続 夏目友人帳)
- Spice and Wolf II (jap. 狼と香辛料 II Ōkami to kōshinryō II)
- Denpateki na kanojo (jap. 電波的な彼女)

2010
- Durarara!! (jap. デュラララ！！)
- Kuragehime (jap. 海月姫)

2011
- DororoN Enma-kun mēra mera (jap. DororoN えん魔くん メ〜ラめら)
- Kamisama Dolls (jap. 神様ドォルズ Kamisama doruzu)
- Natsume yūjinchō 3 (jap. 夏目友人帳 参 Natsume yūjinchō san)
- W stronę lasu świetlików (jap. 蛍火の杜へ Hotarubi no mori e)
- Mawaru Penguindrum (jap. 輪るピングドラム)

2012
- Natsume yūjinchō 4 (jap. 夏目友人帳 肆 Natsume yūjinchō shi)
- Shijō saikyō no deshi Ken’ichi (jap. 史上最強の弟子ケンイチ)
- Sengoku Collection (jap. 戦国コレクション Sengoku korekushon)
- Ixion Saga DT (jap. イクシオンサーガ DT)
- Bestia z ławki obok (jap. となりの怪物くん Tonari no kaibutsu-kun)

2013
- Amnesia
- Yahari ore no seishun rabukome wa machigatteiru. (jap. やはり俺の青春ラブコメはまちがっている。)
- Brothers Conflict
- Blood Lad (jap. ブラッドラッド)
- Klasa skrytobójców Jump super Anime Tour 2013 (jap. 暗殺教室 ジャンプスーパー アニメツアー2013 Ansatsu kyōshitsu janpusūpā animetsuā 2013)

2014
- D-Frag! (jap. ディーふらぐ！Dīfuragu!)
- Natsume yūjinchō: Itsuka yuki no hi ni (jap. 夏目友人帳 いつか雪のひに Natsume yūjinchō Itsuka yuki no hi ni)
- Isshūkan Friends. (jap. 一週間フレンズ。 isshūkan furenzu.)
- Kamigami no itazura (jap. 神々の悪戯)
- Bokura wa min'na kawaisō (jap. 僕らはみんな河合荘)
- Ane log: Moyako-nēsan no tomaranai monologue (jap. 姉ログ 靄子姉さんの止まらないモノローグ Ane rogu mo yako nēsan no tomaranai monorōgu)

2015
- Kyōkai no rinne (jap. 境界のRINNE)
- Aoharu × Machinegun (jap. 青春×機関銃)
- Dance with Devils

2016
- Kyōkai no rinne (jap. 境界のRINNE) (2. seria)
- Endride (jap. エンドライド Endoraido)
- Servamp (jap. SERVAMP -サーヴァンプ-)
- Cheer danshi!! (jap. チア男子!! Chia danshi!!)
- Pocałuj jego, kolego! (jap. 私がモテてどうすんだ Watashi ga motete dō sunda)

2017
- Kyōkai no rinne (jap. 境界のRINNE) (3. seria)
- Fukumen-kei Noise (jap. 覆面系ノイズ Fukumen-kei noizu)
- Dance with Devils -Fortuna-

2018
- Gakuen Babysitters (jap. 学園ベビーシッターズ gakuen bebīshittāzu)
- Gakuen basara (jap. 学園BASARA)

2019
- Grimms Notes The Animation (jap. グリムノーツ The Animation Gurimunōtsu The Animation)
- Duel Masters!! (jap. デュエル・マスターズ！！)

2020
- Kyokōsuiri (jap. 虚構推理)
- Duel Masters King (jap. デュエル・マスターズ キング)

2021
- Ku twej wieczności (jap. 不滅のあなたへ Fumetsu no anata e)
- Duel Masters King! (jap. デュエル・マスターズ キング！)

2022
- Golden Kamuy  (jap. ゴールデンカムイ; czwarty sezon)[a][2]

### Light novel
- Zenchizen'nō no kami Yamada (jap. 全知全能の神山田)
- Tōkyō kiko -TOKYO DEVIL GIRLS- (jap. 東京鬼娘 -TOKYO DEVIL GIRLS-)